# Coursetia
Genre
Synonymes
- Benthamantha Alef.
- Callistylon Pittier
- Chiovendaea Speg.
- Cracca Benth.
- Humboldtiella Harms
- Neocracca Kuntze[1]

Coursetia est un genre de plantes à fleurs dicotylédones de la famille des Fabaceae, sous-famille des Faboideae, originaire d'Amérique du Nord, d'Amérique centrale et d'Amérique du Sud, qui comprend une quarantaine d'espèces acceptées.

## Étymologie
Le nom générique, « Coursetia », est un hommage à Georges Louis Marie Dumont de Courset (1746-1824), botaniste français

## Liste d'espèces
Selon The Plant List (15 novembre 2018) :
- Coursetia andina Lavin
- Coursetia apantensis M.Sousa
- Coursetia axillaris J.M.Coult. & Rose
- Coursetia barrancana Lavin
- Coursetia brachyrhachis Harms
- Coursetia cajamarcana Lavin
- Coursetia caribaea (Jacq.) Lavin
- Coursetia chiapensis Lavin & M.Sousa
- Coursetia dubia (Kunth) DC.
- Coursetia elliptica M.Sousa & Rudd
- Coursetia ferruginea (Kunth) Lavin
- Coursetia fruticosa (Cav.) J.F.Macbr.
- Coursetia glabella (A.Gray) Lavin
- Coursetia glandulosa A.Gray
- Coursetia gracilis Lavin
- Coursetia grandiflora Oerst.
- Coursetia greenmanii (Millsp.) R. Duno & Carnevali
- Coursetia guatemalensis Rudd
- Coursetia hassleri Chodat
- Coursetia heterantha (Griseb.) Lavin
- Coursetia hidalgoana Lavin
- Coursetia hintonii Rudd
- Coursetia hypoleuca (Speg.) Lavin
- Coursetia insomniifolia Lavin
- Coursetia intermontana Lavin
- Coursetia madrensis Micheli
- Coursetia maraniona Lavin
- Coursetia mollis Robinson & Greenm.
- Coursetia oaxacensis M.Sousa & Rudd
- Coursetia orbicularis Benth.
- Coursetia paniculata M.Sousa & Lavin
- Coursetia paucifoliolata M.Sousa
- Coursetia planipetiolata Micheli
- Coursetia polyphylla Brandegee
- Coursetia pumila (Rose) Lavin
- Coursetia robinioides M.Sousa & Lavin
- Coursetia rostrata Benth.
- Coursetia tumbezensis J.F.Macbr.
- Coursetia vicioides (Nees & Mart.) Benth.
- Coursetia weberbaueri Harms